# Мазановский, Урбан
У́рбан Мазано́вский (словен. Urban Mazanovský; род. 17 декабря 2003, Топольчани, Нитранский край) — словацкий футболист, защитник клуба «Татран».

## Клубная карьера
Мазановский — воспитанник клуба «Тренчин». 21 ноября 2020 года в матче против «Жилины» он дебютировал в словацкой Фортуна лиге. В июле 2022 года на правах аренды стали игроком города «Пухов». 15 июля Мазановский дебютировал за новый клуб в поединке против дублёров «Жилины».

## Карьера в сборной
Выступал за юношеские сборные Словакии до 15, до 16, до 17, до 18 и до 19 лет. 22 марта 2023 года в матче против ровесников из Словении он дебютировал в молодёжной сборной Словакии.